# SpVgg Plattling
Die Spielvereinigung Plattling ist ein Fußballverein in der niederbayerischen Kleinstadt Plattling.

## Geschichte
Der 1919 gegründete Verein spielte in den 1970er, 1980er und 1990er Jahren in der damals drittklassigen Fußball-Bayernliga gegen Mannschaften wie TSV 1860 München, SpVgg Fürth und SSV Jahn Regensburg. In der DFB-Pokal-Hauptrunde traf Plattling in den 1980er und 1990er Jahren u. a. auf Vereine wie Borussia Mönchengladbach, Bayer 04 Leverkusen, Carl Zeiss Jena, den 1. FSV Mainz 05 und Fortuna Düsseldorf.
Mitte der 1990er Jahre stieg der Verein – mittlerweile finanziell hoch verschuldet – innerhalb von drei Spielzeiten aus der Bayernliga in die Bezirksliga dreimal ab. Die Sponsoren stiegen aus und der Konkurs wurde nur mit Hilfe des Verkaufs der Sportanlage abgewendet. Mit vereinten Kräften und der Unterstützung der Stadt und ausländischen Spielern konnte der Spielbetrieb in der Bezirksliga aufrechterhalten werden. Seitdem spielte Plattling lange in der bayerischen Bezirksliga, bis nach 2002 erst 2011 der zweite Wiederaufstieg in die Bezirksoberliga Niederbayern glückte. In der Saison 2011/12 gelang dem Verein der direkte Durchmarsch – damit spielte der Verein erstmals seit 17 Jahren wieder in der Fußball-Landesliga Bayern, stieg aber nach nur einer Saison erneut ab, was einen erneuten „Aderlass“ und Neuaufbau zur Folge hatte. Nach mehreren Jahren in der Bezirksliga folgte schließlich 2022 der Abstieg in die Kreisliga.
Der Verein besteht derzeit aus einer Herrenmannschaft und einigen Jugendmannschaften, die teilweise nur aufgrund einer Spielgemeinschaft im Spielbetrieb gehalten werden können. Die zweite Mannschaft wurde während der Saison 2015/2016 aufgelöst.

## Persönlichkeiten
Alfred Kohlhäufl, in den 1960er und -70er Jahren beim 1860 München und Borussia Dortmund, stammt aus der Jugend von Plattling und war dort später auch einmal Trainer. Fred Arbinger, ein echter Weltpokalsieger mit dem FC Bayern, spielte 1983–1985 auf der Ausgangsgeraden seiner Karriere in Plattling. Oskar Hartl der in den 1950er und -60er Jahren Erstligafußball beim 1860 und VfB Stuttgart spielte und mit letzteren 1958 auch den DFB-Pokal gewann, begann seine Laufbahn bei der SpVgg. Jochen Weigl, der 1991–1994 bei der SpVgg war, bestritt 1998/99 elf Bundesligaspiele für den 1. FC Nürnberg, mit dem er aber prompt abstieg. Árpád Medve, der 1950–51 mit den Plattlingern als Spieler abstieg und zwei Jahre später als Trainer zurückkehrte, war in der zweiten Hälfte der 1950er Jahre Trainer beim erstklassigen SV Waldhof Mannheim.

## Erfolge
| - DFB-Pokal 3. Hauptrunde 1992 - DFB-Pokal 1. Hauptrunde 1989 - DFB-Pokal 2. Hauptrunde 1985, 1993 - Niederbayerischer Pokalsieger: 1982, 1985, 1989, 1992, 1993 | - Aufstieg in die Bayernliga (3. Liga) 1976, 1989, 1993 - 3. Platz in der 1. Amateurliga Bayern (3. Liga) 1956 - Aufstieg in die 1. Amateurliga Bayern 1950, 1952 - Südbayerischer Vizemeister (3. Liga) 1962 |  |